# Murtiya
Murtiya – gaun wikas samiti w środkowej części Nepalu  w strefie Dźanakpur w dystrykcie Sarlahi. Według nepalskiego spisu powszechnego z 2001 roku liczył on 1282 gospodarstw domowych i 7891 mieszkańców (3916 kobiet i 3975 mężczyzn).